# Some Boots
Some Boots è il quinto album del gruppo musicale statunitense Karate, pubblicato nel 2002.

## Tracce
1. Original Spies – 6:38
2. First Release – 7:43
3. Ice or Ground – 6:17
4. South – 7:46
5. In Hundreds – 7:11
6. Airport – 4:43
7. Baby Teeth – 5:48
8. Corduroy – 8:44
9. Remain Relaxed – 3:11

Durata totale: 58:01

## Formazione
- Geoff Farina - voce, chitarra
- Jeff Goddard - basso
- Gavin Mc Carthy - batteria